# Selekt
Selekt es un canal de televisión por suscripción español generalista de programa contenedor, operado por AMC Networks International Iberia. El canal está dirigido a emitir selecciones de programas de varios canales hermanos del grupo mediante inteligencia artificial. Sus emisiones comenzaron el 4 de febrero de 2021.

## Historia
El canal nació como AMC Selekt, lanzado como plataforma VOD el 15 de junio de 2020, donde el televidente podía disfrutar de contenido audiovisual a la carta de los canales de AMC Networks en la plataforma de TV Everywhere de Vodafone TV.
- Sin embargo, la primera intención de AMC Networks era de crear un canal de programa contenedor que reúna a los programas de varios canales hermanos satisfaciendo las necesidades del televidente, entre ellos
  - AMC (es un canal de televisión por suscripción español de origen estadounidense. Es propiedad de AMC Networks International Southern Europe. Comenzó sus emisiones el 4 de noviembre de 2014 a las 16:15 horas.[3]),,
  - Canal Hollywood (es un canal de televisión por suscripción, producido por AMC Networks International Southern Europe para España y Portugal. El canal está dirigido a la emisión de cine de alto nivel.),
  - Sundance TV (es un canal de televisión por suscripción español producido por AMC Networks International Southern Europe. El canal está dedicado a emitir cine independiente.)
  - Dark (es un canal de televisión por suscripción español que emite películas de terror y suspenso.),
  - Somos (es un canal de televisión por suscripción español propiedad de AMC Networks International Southern Europe, y dedicado al cine español popular. Su programación se centra en el cine español clásico desde principios del siglo XX hasta el año 2020.)
  - XTRM (es un canal de televisión por suscripción español, actualmente producido por AMC Networks International Southern Europe. El canal está destinado a emitir cine de acción y terror.)
  - Odisea (es un canal de televisión de televisión por suscripción español operado por AMC Networks International Southern Europe. El canal emite programación dedicada a la cultura, ciencia y tecnología, incluyendo producciones nacionales e internacionales y producción propia.),
  - Canal Cocina (es un canal de televisión por suscripción español, propiedad de AMC Networks International Southern Europe. El canal está dedicado exclusivamente a la cocina, mostrando la elaboración de diversos platos por distintos cocineros o restauradores españoles y extranjeros.),
  - Decasa (es un canal de televisión por suscripción español, propiedad de AMC Networks International Southern Europe. El canal emite programación orientada al estilo de vida, bricolaje, reformas de casas…),
  - Sol Música (es un canal español de televisión por internet dedicado a la música, producido por AMC Networks International Southern Europe, con música similar a Los 40 (España)-Cadena Dial.) y
  - Vin TV (es un canal de televisión por suscripción, producido por AMC Networks International Southern Europe para España y Portugal. El canal está dirigido a la emisión de series antiguas de alto nivel anteriores a 2020. como Warehouse 13, El coche fantástico, El equipo A, Monk, Magnum, P.I., Ally McBeal, V, Twin Peaks, Las chicas de oro, Expediente X, Campeones: Oliver y Benji, Corrupción en Miami o El hombre y la Tierra…),
- finalmente se cumplió y el canal inició operaciones el 4 de febrero de 2021, usando tecnología de inteligencia artificial para su programación.[4]

## Programación
La programación del canal está basada en contenedores de contenidos de sus canales hermanos.